# Asami Sasaki
Asami Sasaki　幼少の頃からジャズダンス・ドラム・ピアノ・ジャズダンスを始め、15歳からヒップホップダンスをはじめ、10歳からシンガーソングライターとして活動を開始。ドラム、パーカッション、コーラスなどにおいて、レコーディングサポートなどを行う。楽曲提供・演出・モデル・ダンスなど活動中。

## 経歴

### 主なレコーディング、LIVEサポートしているアーティスト
- 加山雄三（全国ツアー及びレコーディング）[1][2]
- ももいろクローバーZ（女祭り2012日本武道館）
- 浦田直也＜AAA＞（全国ツアー）
- ゆず（日本武道館）
- NCM2（来日公演）
- パパイヤ鈴木とおやじダンサーズ（全国ツアー）
- 安倍なつみ＜モーニング娘＞（全国ツアー）
- JERO（全国ツアー）
- choice（LIVE&レコーディング）
- ブラザーズ5＜堀内孝雄、ばんばひろふみ、杉田二郎、因幡晃、高山厳＞（全国ツアー）
- 新田昌弘（全国ツアー及びレコーディング）
- 琴つばさ（レコーデイング）
- TURKISH AIRLINES CONCERT SERIES by Alaturka Records
- 南こうせつ（宝くじまちの音楽会）
- Rendezvous『Collaborations Vol. I』（Melody）
- ブロードウェイミュージカル『CABARET』（出演）
- ジャニーズミュージカル『ブラッドブラザーズ』
- SKD スタスミュージカル・セガゲーム

### ラジオパーソナリティ
- 2009年 - 2015年／FM MUSICBIRD「AsamiのMUSIC BOX[3]
- 2019年／FM カオン「Asamiのドリームエキスプレス」[4] 初回放送日：2019年4月4日

## ディスコグラフィー
- 1996年／ASAMI[5]
- 2002年／Tell me your Dance[5]（八景島シーパラダイスTVCMタイアップ曲）[6]
- 2004年／Asami & PLANET７『Intihuatana』[7]
- 2008年／Fantasista[8]
- 2018年／『A』